# Anglo-Japanische Allianz

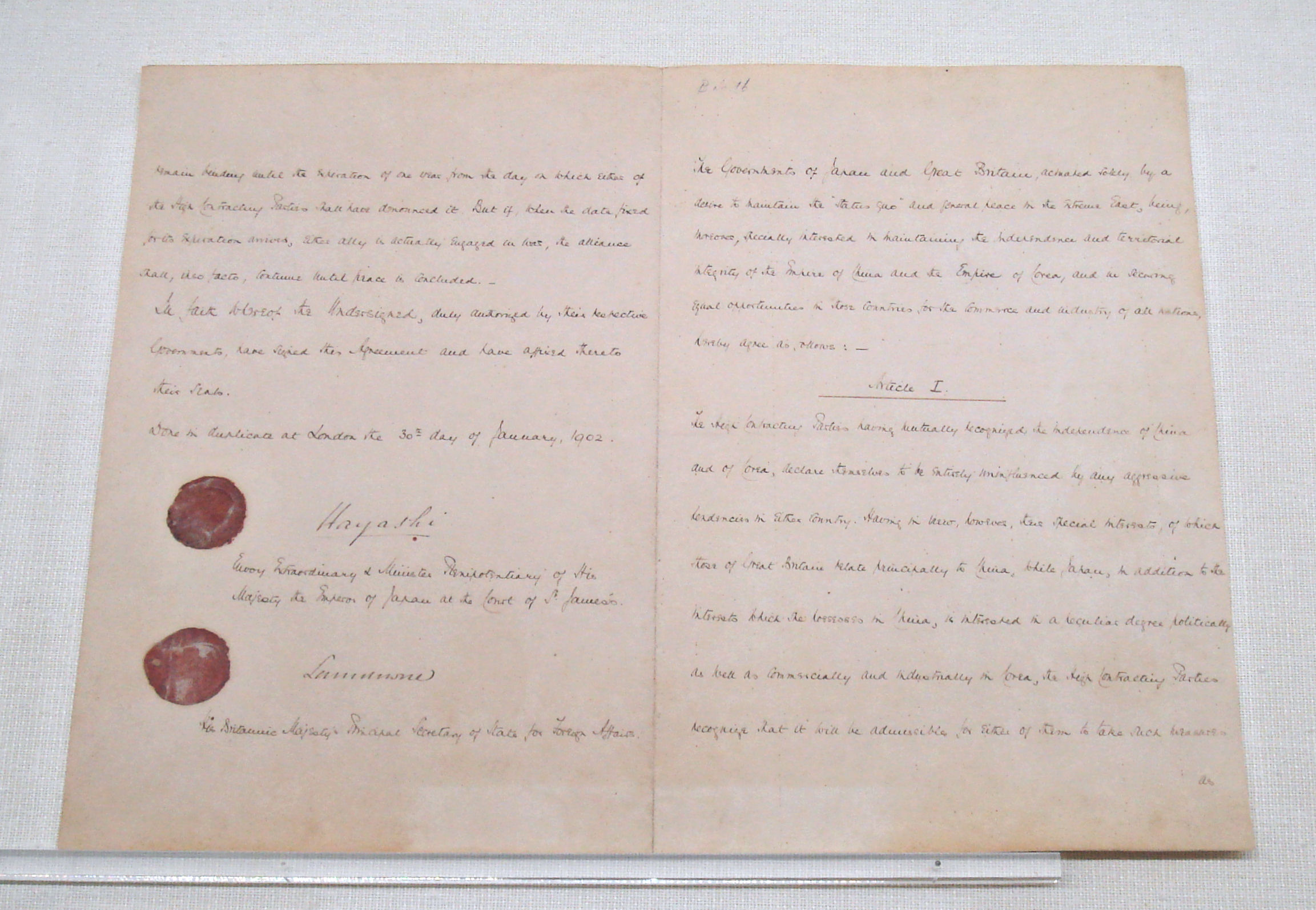
Vertrag der Anglo-Japanischen Allianz

Die Anglo-Japanische Allianz (jap. 日英同盟, Nichi-Ei Dōmei, wörtlich: „Japanisch-Englische Allianz“) war eine am 30. Januar 1902 geschlossene Allianz zwischen dem Vereinigten Königreich und dem Kaiserreich Japan. Der vom britischen Außenminister Lord Lansdowne und dem japanischen Botschafter in London, Hayashi Tadasu unterzeichnete Vertrag wurde in den Jahren 1905 und 1911 jeweils erneuert und erweitert und stellte einen wichtigen Meilenstein in der Abkehr der Briten von ihrer splendid isolation genannten Außenpolitik dar. Ab 1921 befand sich die Allianz aufgrund von diversen politischen Meinungsverschiedenheiten im Niedergang und wurde auf Betreiben der USA 1922 durch einen Viermächtepakt ersetzt und schließlich 1923 offiziell aufgelöst.

## Motivationen und Vorbehalte
Die Möglichkeit einer Allianz zwischen Großbritannien und dem Kaiserreich Japan wurde erstmals 1895 in Betracht gezogen, als die Briten sich weigerten, der gegen Japan gerichteten Intervention von Shimonoseki, bestehend aus Frankreich, Deutschland und Russland, beizutreten. Die anglo-japanischen Beziehungen wurden darüber hinaus durch die enge Kooperation beider Länder bei der Modernisierung Japans und der Niederschlagung des Boxeraufstands in China aufgewertet. Wichtige Zeitungen beider Länder forderten immer wieder, teils ermutigt durch einzelne Politiker, einen Allianzvertrag zu schließen. Der endgültige Auslöser für Verhandlungen war jedoch die in London und Tokio mit Sorge gesehene Expansionspolitik Russlands im Fernen Osten. So begannen die Verhandlungen, nachdem russische Truppen während des Boxeraufstands die Mandschurei besetzt hatten.
Trotzdem gab es auch Vorbehalte gegen eine Allianz. So waren die Briten nicht gewillt, ihre isolationistische Außenpolitik der Splendid isolation vollständig aufzugeben und Russland zu sehr zu reizen. In Japan wiederum trat eine starke Fraktion um Premierminister Itō Hirobumi dafür ein, einen Verhandlungskompromiss mit Russland über die jeweiligen Interessen in China zu finden. Diese Gruppe fürchtete, Russland könne sich durch die Allianz in die Zange genommen fühlen und einen aggressiveren Ton gegenüber Japan anschlagen. Sie führten an, dass ein innerasiatischer Freundschaftsvertrag mit Russland zusätzlich die Vereinigten Staaten besänftigen würde, welche den wachsenden politischen Einfluss Japans über Asien hinaus mit Sorge betrachteten. Darüber hinaus waren die Briten nicht gewillt, den japanischen Einfluss in Korea zu stärken, während Japan keine Unterstützung für die britische Position in Indien leisten wollte.
Die konkreten Verhandlungen begannen schließlich nach dem Regierungsantritt Katsura Tarōs im Juli 1901 in London, zogen sich jedoch wegen des Disputs bezüglich Korea und Indien bis in den November, als der zu Verhandlungen nach Europa gereiste Itō eine Unterbrechung der Verhandlungen forderte, um erneut zu versuchen, eine Übereinstimmung mit Russland zu erreichen. Als diese fruchtlos blieben und die Briten aufgrund der zweigleisigen Verhandlungsweise der Japaner drohten, die Verhandlungen abzubrechen, nahm Botschafter Hayashi sie Anfang 1902 eiligst wieder auf.

## Inhalt des Vertrags von 1902
Der ursprüngliche Vertrag enthielt folgende sechs Artikel:
| Article 1 The High Contracting parties, having mutually recognized the independence of China and Korea, declare themselves to be entirely uninfluenced by aggressive tendencies in either country, having in view, however, their special interests, of which those of Great Britain relate principally to China, whilst Japan, in addition to the interests which she possesses in China, is interested in a peculiar degree, politically as well as commercially and industrially in Korea, the High Contracting parties recognize that it will be admissible for either of them to take such measures as may be indispensable in order to safeguard those interests if threatened either by the aggressive action of any other Power, or by disturbances arising in China or Korea, and necessitating the intervention of either of the High Contracting parties for the protection of the lives and properties of its subjects. | Artikel 1 Die Hohen Vertragsparteien, welche gemeinsam die Unabhängigkeit von China und Korea anerkannt haben, erklären, vollkommen unbeeinflusst von aggressiven Tendenzen innerhalb ihrer Länder zu sein, erkennen aber trotzdem ihre speziellen Interessen an, welche sich bei Großbritannien hauptsächlich auf China beziehen, während Japan, zusätzlich zu seinen Interessen in China, insbesondere sowohl im politischen als auch kommerziellen und industriellen Sinne an Korea interessiert ist, die Hohen Vertragsparteien erkennen, dass es für beide von ihnen erlaubt ist, solche Maßnahmen zu ergreifen, die unabdingbar sind, um ihre Interessen im Falle einer aggressiven oder anderweitigen Bedrohung durch eine andere Macht oder durch innerstaatliche Unruhen innerhalb von China oder Korea zu verteidigen, und daher eine Intervention von einer der Hohen Vertragsparteien nötig machen, um die Leben und Besitztümer ihrer Interessen zu bewahren. |
| Article 2 Declaration of neutrality if either signatory becomes involved in war through Article 1. | Artikel 2 Deklaration der Neutralität der anderen Vertragsparteien, wenn eine Vertragspartei durch Artikel 1 in einen Krieg verwickelt wird. |
| Article 3 Promise of support if either signatory becomes involved in war with more than one Power. | Artikel 3 Versprechen der Unterstützung durch die andere Vertragspartei, wenn eine Vertragspartei in einen Krieg mit mehr als einer Macht verwickelt wird. |
| Article 4 Signatories promise not to enter into separate agreements with other Powers to the prejudice of this alliance. | Artikel 4 Die Unterzeichner versprechen, nicht in separate Verhandlungen mit anderen Mächten einzutreten, welche zum Nachteil dieser Allianz sind. |
| Article 5 The signatories promise to communicate frankly and fully with each other when any of the interests affected by this treaty are in jeopardy. | Artikel 5 Die Unterzeichner versprechen, offen und vollständig miteinander zu kommunizieren, wenn die in diesem Vertrag festgehaltenen Interessen in Gefahr sind. |
| Article 6 Treaty to remain in force for five years and then at one years' notice, unless notice was given at the end of the fourth year. | Artikel 6 Der Vertrag bleibt für fünf Jahre in Kraft und muss anschließend zwölf Monate im Voraus aufgekündigt werden, es sei denn, es wird bis zum Ende des vierten Jahres Einspruch hiergegen erhoben. |

Durch die Artikel 2 und 3 wurde geregelt, dass Großbritannien nicht auf japanischer Seite in einen möglichen Krieg gegen Russland einzugreifen hätte, wenn dieser durch die Koreafrage ausgelöst würde. Im Gegenzug hatte Japan keinerlei Verbindlichkeiten, sollten die Briten in Indien bedroht werden oder einen Krieg in China führen.
Kern des Vertrages war Artikel 3: Nur für den Fall des Krieges eines der Allianzpartner mit mehr als einer Macht verpflichtete der Vertrag zum militärischen Beistand. Japan konnte eben vor allem wegen dieser Regelung sicher sein, dass keine einzige Macht Russland unterstützen kann, ohne nicht nur mit Japan, sondern auch mit England Krieg führen zu müssen. England wiederum war nicht zum Eingreifen gezwungen, wenn Japan und Russland allein miteinander kämpften.
Obwohl der Vertrag möglichst verständlich geschrieben und in beide Sprachen übersetzt wurde, verstanden die beiden Seiten ihn leicht unterschiedlich. Die Briten sahen ihn als leichte Warnung an Russland, während Japan sich zu einem aggressiveren Vorgehen gegen dieses ermutigt sah. Einige Vertreter beider Nationen sahen in dem Vertrag daher nur eine Absicherung von imperialistischen Ambitionen.

## Erneuerung 1905 und 1911
Der Allianzvertrag wurde zweimal erneuert und erweitert. Die erste Erweiterung 1905 stand ganz im Zeichen des Russisch-Japanischen Krieges und zielte auf die Unterbindung jeglichen russischen Revanchegedankens. Die Verhandlungen wurden bereits im März 1905, vor der entscheidenden Seeschlacht bei Tsushima, aufgenommen und im August, vor dem Vertrag von Portsmouth, zum Abschluss gebracht. Die wichtigsten Änderungen waren:
- Der Geltungsbereich wurde von Ostasien um die britischen Besitzungen in Südasien (Britisch-Indien) erweitert.
- In Artikel III fiel die Beschränkung des Bündnisfalls auf Angriffe von mehr als einem Staat fort. Bereits der Angriff eines einzelnen Gegners führte nun zum Kriegseintritt des Vertragspartners.
- Die Unabhängigkeit Koreas wurde nicht mehr erwähnt, sondern stattdessen Japans „vorrangige politische, militärische und wirtschaftliche Interessen“ in diesem Land anerkannt. Dies ermöglichte es Japan, bereits im November 1905 mit dem Japan-Korea-Protektoratsvertrag ein Protektorat über Korea zu errichten und damit Koreas Souveränität zu zerstören.
- Die Laufzeit des neuen Vertrages betrug zehn Jahre.

Die zeitweilig diskutierten genauen Bestimmungen über den Einsatz japanischer Truppen in Indien wurden hingegen nicht in die endgültige Fassung des Vertrags aufgenommen.
Die vielfach beschworene Gefahr eines russischen Angriffs auf Indien wurde durch die Anglo-Russische Konvention von 1907 weitgehend ausgeräumt. Etwa zur gleichen Zeit schloss Japan auch Verträge mit den anderen beiden Mächten der Triple Entente, die einen Interessenausgleich mit diesen herbeiführten.
Zur erneuten vorzeitigen Verlängerung des Bündnisses kam es 1911, nachdem der amerikanische Vorschlag eines Arbitrationsvertrags mit Großbritannien in Japan Befürchtungen ausgelöst hatte, dass Großbritannien unter diesen Bedingungen das Bündnis mit Japan nicht fortsetzen würde. Japan stimmte daher der Aufnahme einer Klausel zu, nach der die Existenz eines solchen Arbitrationsvertrages den Vertragspartner von seinen Verpflichtungen entband. Damit konnte Japan seine drohende Isolation verhindern. Zusätzlich schloss es einen neuen Zollvertrag mit Großbritannien ab, der seine Zollautonomie wiederherstellte. Großbritannien und das Empire, welches erstmals über die Verlängerung konsultiert worden war, verbanden mit der Verlängerung das Interesse, eine eigenständige japanische Machtpolitik im Pazifik, womöglich verbunden mit einer deutsch-japanischen Annäherung, zu verhindern. Tatsächlich trat Japan, obwohl vertraglich nicht dazu verpflichtet, 1914 an der Seite Großbritanniens in den Krieg gegen Deutschland ein. Bereits zuvor hatte es der Vertrag den Briten ermöglicht, ihre Schlachtflotte in den Heimatgewässern durch den Abzug von Einheiten aus Ostasien zu verstärken.

## Effekte
Die Allianz wurde am 12. Februar 1902 erstmals öffentlich gemacht. Als Reaktion darauf versuchte das sich bedroht fühlende Russland, seinerseits eine Allianz mit Frankreich und Deutschland zu bilden, was jedoch von deutscher Seite her abgelehnt wurde. Daher wurde am 16. März nur ein gegenseitiger Vertrag zwischen Russland und Frankreich geschlossen. Aufgrund des Inhalts des anglo-japanischen Vertrages war Frankreich jedoch nicht in der Lage, Russland im Falle eines Krieges direkt zu Hilfe zu kommen, da sich der Kriegsschauplatz in Zentral- und Ostasien befinden würde. Dies zeigte sich bereits 1904 im Russisch-Japanischen Krieg, in dem Frankreich nur die Möglichkeit geblieben wäre, Großbritannien in Europa den Krieg zu erklären, was die russische Lage in Ostasien nicht verbessert hätte.
China und die Vereinigten Staaten lehnten die anglo-japanische Allianz strikt ab.
Die Allianz gab Japan den legalen Grund, in den Ersten Weltkrieg auf alliierter Seite einzutreten und die deutsche Besitzung Tsingtau (Belagerung von Tsingtau) in China im Jahr 1914 zu besetzen. Außerdem nahmen japanische Offiziere auf britischen Schlachtschiffen an der Skagerrakschlacht 1916 teil. Ab 1917 wurden japanische Kriegsschiffe in das Mittelmeer verlegt, wo sie alliierte Schiffe vor feindlichen U-Bootattacken schützen sollten. Die vertragsmäßige Besetzung der deutschen Kolonialbesitzungen in der Südsee bedeutete einen großen Schub für Japans imperialistische Ambitionen.
Darüber hinaus brachte die Allianz einen kulturellen Austausch zwischen beiden Ländern in Gang. Japaner wurden zum Studium nach Großbritannien geschickt, während die nun mehr ins öffentliche Bewusstsein gebrachte japanische Kultur viele britische Künstler wie Aubrey Beardsley beeinflusste.

## Niedergang der Allianz
Nach der Pariser Friedenskonferenz 1919 erklärten beide Seiten am 8. Juli 1920, dass der Vertrag nicht vollständig mit dem Brief über das Abkommen (des Völkerbundes), welchen beide Seiten zu respektieren gedachten, übereinstimmen könne.
Ein weiteres Zeichen für den Niedergang der Allianz war die Reichskonferenz 1921 in London, auf welcher die Führer des Commonwealth of Nations eine gemeinsam abgestimmte Außenpolitik beschlossen. Eines der Hauptthemen der Konferenz war eine mögliche weitere Verlängerung der Allianz zwischen Großbritannien und Japan. Dabei sprach sich anfangs lediglich der kanadische Premierminister Arthur Meighen explizit gegen eine Verlängerung des Vertrages aus. Die Australier hingegen fürchteten die Japaner als direkte Konkurrenz in der Region und dass sie ihre Bedeutung für das Commonwealth verlieren könnten. Außerdem argumentierten sie, dass die USA mit ihrer erneut isolationistischen Außenpolitik keine besondere Rolle im Pazifik spielen würden und das Commonwealth eigene starke Kräfte in der Gegend aufbauen müsste, da die Japaner sich wegen der mangelnden Bedrohungslage nicht an die Allianz gebunden fühlen könnten. Meighen argumentierte daraufhin, dass sich das Commonwealth wegen der Möglichkeit, in einen japanisch-amerikanischen Konflikt gezogen zu werden, umgehend aus der Allianz zurückziehen solle. Die Amerikaner fürchteten zu dieser Zeit, dass die Märkte im Pazifik sich nach einer Erneuerung der Allianz nach Japan hin orientieren könnten, deren Stärke, besonders in China, zweifellos zunehmen würde. Diese Ängste wurden sowohl in den US-amerikanischen als auch den kanadischen Medien verbreitet und mit Berichten von angeblichen Geheimklauseln verbunden. Aufgrund dieser Entwicklungen entschloss sich die Konferenz, keine Verlängerung der Allianz anzustreben. Die Konferenz setzte daraufhin den Völkerbund darüber in Kenntnis, dass man gewillt sei die Allianz zu verlassen, woraufhin dieser sie ermahnte, dass die vereinbarte zwölfmonatige Frist der verlassenden Nation eingehalten werden müsse.
Die Konferenz hatte beschlossen, die Allianz zugunsten guter Beziehungen zu den Vereinigten Staaten zu opfern, fürchtete jedoch, dass sich Japan im Anschluss mit Deutschland oder Russland verbünden könnte. Daher überredeten mehrere Delegierte der Konferenz die Vereinigten Staaten, mehrere Nationen zu Gesprächen über die Kräfteverteilung in Ostasien und im Pazifik einzuladen. Japan nahm zwar an der Washingtoner Flottenkonferenz teil, hegte inzwischen jedoch ein tiefes Misstrauen gegenüber den Briten und ihren Absichten. Sie nahmen vor allem teil, um einen möglichen Krieg mit den Vereinigten Staaten zu verhindern. Ein Ergebnis der Konferenz war der Abschluss eines Vier-Mächte-Vertrages zwischen den USA, Großbritannien, Japan und Frankreich, der die gegenseitige Respektierung der pazifischen Besitzungen der Vertragspartner beinhaltete. Artikel IV des Vertrages sah vor, dass mit der erfolgten Ratifizierung aller Parteien der Anglo-Japanische Vertrag von 1911 erlöschen sollte. Die Anglo-Japanische Allianz endete somit am 17. August 1923.
Das durch die Umstände der Vertragsauflösung gewachsene Misstrauen der Japaner gegen Großbritannien wird von vielen Forschern als einer der Gründe aufgeführt, die dazu führten, dass Japan den Pazifikkrieg begann.